# Курт Свенссон
Курт Свенссон (швед. Kurt (Curt) Svensson; 15 квітня 1927, Скепшульт — 11 липня 2016, Треслевслеге) — шведський футболіст, півзахисник. Входить до збірної кращих гравців клубу «Гальмія» за історію команди з 1940-х до теперішнього часу.

## Кар'єра
Почав кар'єру в клубі «Гальмія» в 1945 році. Він виступав за клуб до 1950 року, провівши в складі команди 240 матчів. Потім (1950—1953) грав за «Варберг».
Був залучений до лав збірної на чемпіонат світу з футболу в Уругваї (1950), на якому Швеція стала бронзовим призером, проте на поле не виходив, залишаючись запасним гравцем.
По завершенні кар'єри працював тренером. У 1974 вивів клуб IF Norvalla з четвертого до третього дивізіону національної першості.

## Особисте життя
Свенссон був одружений з Енн-Маргарет. У них було кілька дітей і онуків .

## Титули і досягнення
- Бронзовий призер чемпіонату світу: 1950